# ゴルフ5カントリーみずなみコース
ゴルフ5カントリーみずなみコースは、岐阜県瑞浪市にあるゴルフ場。旧称みずなみカントリー倶楽部。

## アクセス

### 車の場合
- 中央自動車道/瑞浪インターチェンジより14km

### 電車の場合
瑞浪駅（中央線 (JR東海)）下車タクシー約20分

## トーナメント開催情報
- ゴルフ5レディスプロゴルフトーナメント